# سوزان برادي
سوزان برادي (بالإنجليزية: Susan Brady)‏ هي ممثلة نيوزيلندية، ولدت في 2 مارس 1966 في دنيدن في نيوزيلندا.

## وصلات خارجية
- سوزان برادي على موقع IMDb (الإنجليزية)
- سوزان برادي على موقع قاعدة بيانات الفيلم (الإنجليزية)